# Prosopocoilus forficula
Prosopocoilus forficula là một loài bọ cánh cứng trong họ Lucanidae. Loài này được Thomson mô tả khoa học năm 1856.